# Repubblica Popolare d'Ungheria
La Repubblica Popolare d'Ungheria, o Repubblica Popolare Ungherese (in ungherese: Magyar Népköztársaság) fu il nome ufficiale dello Stato ungherese dal 1949 al 1989, durante il periodo socialista. Fu durante questo periodo che si formò il primo principale movimento di opposizione al Socialismo reale del blocco orientale, durante la cosiddetta rivoluzione ungherese del 1956, nella quale alcuni ungheresi proposero attraverso slogan quali libertà, democrazia e la fine dell'oppressione politica; furono invece obbligati alla sottomissione quando l'Armata Rossa invase l'Ungheria e soffocò la rivolta, rimuovendo la leadership rivoluzionaria. lo stato comunista rimase al potere fino al 1989, quando le forze di opposizione si consolidarono e riuscirono a far abbandonare il Socialismo reale da parte del governo. Lo Stato comunista si considerò erede della Repubblica Sovietica Ungherese, esistita nel 1919, e secondo Stato Socialista formatosi dopo la RSFS Russa.

## Storia

### Cambio al governo (1944-1949)
L'Armata Rossa sovietica occupò l'Ungheria dal settembre 1944 all'aprile 1945. Ci vollero circa due mesi per conquistare Budapest, e buona parte della città fu danneggiata o distrutta.
Con la firma del Trattato di pace di Parigi, l'Ungheria perse tutti i territori che aveva occupato dal 1938 al 1941. Né gli Alleati occidentali né l'Unione Sovietica sostennero qualunque cambiamento dei confini ungheresi precedenti al 1938.
L'Unione Sovietica si annetté la Sub-Carpazia, che era stata parte della Cecoslovacchia prima del 1938 e che oggi appartiene all'Ucraina.
Il trattato di pace con l'Ungheria firmato il 10 febbraio 1947 dichiarò che "Le decisioni del Primo arbitrato di Vienna del 2 novembre 1938 sono dichiarate nulle", pertanto i confini ungheresi furono fissati lungo le frontiere precedenti al 1º gennaio 1938, eccetto per una piccola perdita al confine cecoslovacco. Metà della minoranza etnica tedesca (240.000 persone) fu trasferita in Germania nel periodo dal 1946 al 1948 e vi fu uno scambio di popolazione tra Ungheria e Cecoslovacchia.
I sovietici promossero un governo alternativo a Debrecen il 2 dicembre 1944, ma non conquistarono Budapest fino al 13 febbraio 1945. Poco dopo Zoltán Tildy divenne Primo Ministro provvisorio. Alle elezioni tenutesi nel novembre 1945 il Partito Indipendente dei Piccoli Proprietari ottenne il 57% dei voti; il Partito Comunista Ungherese, all'epoca sotto la leadership di Mátyás Rákosi e Ernő Gerő, ottenne il sostegno di solo il 17% dell'elettorato. Il comandante sovietico in Ungheria, Maresciallo Kliment Vorošilov, rifiutò di concedere al partito vincitore di formare un governo. Vorošilov sostenne, invece, un governo di coalizione, con i comunisti che detenevano alcuni posti chiave. Il capo del partito vincitore, Zoltán Tildy, fu nominato Presidente e Ferenc Nagy divenne Primo Ministro nel febbraio 1946. Mátyás Rákosi assunse la carica di vice-primo ministro.
László Rajk divenne ministro degli interni, e con questo incarico istituì la polizia di sicurezza (ÁVH). Nel febbraio 1947 la polizia iniziò ad arrestare i capi del Partito dei Piccoli Proprietari e del Partito Nazionale degli Agricoltori; diverse importanti figure di entrambi i partiti fuggirono all'estero. In seguito Mátyás Rákosi si vantò di aver eliminato i suoi colleghi di governo a uno a uno, "tagliandoli al di fuori come si tagliano le fette di salame".
Il Partito dei Lavoratori Ungheresi (Magyar Dolgozók Pártja, formato dall'unione del Partito Comunista e dal Partito Socialdemocratico), divenne il partito maggiore alle elezioni del 1947 ed entrò in coalizione con il Fronte di Indipendenza Popolare. I comunisti ottennero via via poteri governativi sempre maggiori, e nel 1948 il Partito Social Democratico cessò di esistere come organizzazione indipendente. Il suo capo, Béla Kovács, fu arrestato e inviato in Siberia; altri leader dell'opposizione come Anna Kéthly, Ferenc Nagy e István Szabó furono imprigionati o mandati in esilio.
Il 18 agosto 1949 il Parlamento approvò la nuova costituzione ungherese, plasmata sulla costituzione sovietica del 1936. Il nome della nazione divenne "Repubblica Popolare Ungherese", "la nazione dei lavoratori e dei contadini", in cui "ogni autorità è detenuta dal popolo lavoratore". Il socialismo fu dichiarato principale obiettivo dello Stato. Fu adottato un nuovo stemma recante i simboli comunisti, come la stella rossa, la falce e martello e una spiga di grano.

### Epoca stalinista (1949-1956)
Mátyás Rákosi, il nuovo capo dell'Ungheria, chiese la completa obbedienza da parte dei membri del Partito Ungherese dei Lavoratori. Il suo principale rivale al potere era László Rajk, allora ministro degli esteri. Rajk fu arrestato e al suo processo, nel settembre 1949, fu costretto alla confessione estorta, secondo la quale sarebbe stato agente di Miklós Horthy, Leon Trotsky, Josip Broz Tito e dell'imperialismo occidentale. Ammise anche di aver preso parte ad un tentativo di assassinio contro Mátyás Rákosi e Ernő Gerő. Rajk fu giudicato colpevole e giustiziato; János Kádár e altri dissidenti subirono anch'essi l'espulsione dal partito durante questo periodo.
Mátyás Rákosi cercò a questo punto di imporre un governo autoritario in Ungheria: circa 2.000 persone furono giustiziate, e più di 50.000 imprigionate. Queste politiche furono fortemente osteggiate da alcuni membri del Partito dei Lavoratori, e circa 200.000 persone furono espulse da Rákosi dall'organizzazione.

Bandiera dell'Ungheria (1949-1956)

Rákosi incrementò rapidamente il sistema educativo in Ungheria: fu un tentativo di sostituire la classe istruita del passato con quella che egli chiamava una nuova "intellighenzia operaia". Oltre all'istruzione ai poveri, vi furono molte più opportunità per i figli delle classi operaie, il che comprendeva anche la disseminazione dell'ideologia marxista-leninista nelle scuole e nelle università. Inoltre, nello sforzo di separare la Chiesa dallo Stato, l'istruzione religiosa fu bandita come propagandistica. Il governo utilizzò la coercizione e la forza per collettivizzare l'agricoltura, e trasse profitti dalle fattorie della nazione per finanziare l'espansione rapida dell'industria pesante, che attrasse più del 90% degli investimenti industriali totali. Dapprima l'Ungheria si concentrò nella produzione delle stesse merci che produceva nel periodo pre-bellico, tra cui locomotive e veicoli stradali. Nonostante le sue povere risorse di base e le opportunità di specializzarsi in altre forme di produzione, l'Ungheria sviluppò una nuova industria pesante per spingere la crescita interna e per produrre merci da esportazione, per potersi permettere di importare le materie prime.
Il cardinale József Mindszenty, che si era opposto alla Germania nazista e ai fascisti ungheresi durante la seconda guerra mondiale, fu arrestato nel dicembre 1948 e accusato di tradimento. Dopo cinque settimane in arresto (e torture fisiche e morali), fu costretto a confessare tutto ciò di cui era accusato e fu condannato all'ergastolo. Anche chiese protestanti subirono ondate di repressione e i loro capi furono sostituiti con altri leali al governo Rákosi.
Il nuovo regime militare organizzò in pubblico processi per eliminare "ciò che restava del nazismo e dei sabotatori imperialisti". Diversi ufficiali furono condannati a morte e giustiziati nel 1951, tra cui Lajos Tóth, pilota dell'Aviazione Reale Ungherese e vincitore di 28 battaglie. Il numero delle vittime fu chiarito a seguito della caduta del comunismo.
Il suo governo divenne impopolare, e quando Iosif Stalin morì nel 1953, Mátyás Rákosi fu sostituito come Primo Ministro da Imre Nagy. Tuttavia, mantenne la sua carica di segretario generale del Partito Ungherese dei Lavoratori, e nei due anni successivi i due uomini furono coinvolti in un'aspra guerra per il potere.
Imre Nagy, nuovo capo dell'Ungheria, rimosse il controllo statale dai mezzi di comunicazione e incoraggiò la discussione pubblica sulle riforme politiche ed economiche. Tra questo vi fu la promessa di accrescimento della produzione e la distribuzione di beni di consumo. Nagy liberò anche molti non-comunisti detenuti nelle prigioni, e avviò dibattiti sulla materia delle elezioni libere, facendo ritirare l'Ungheria dal Patto di Varsavia.
Fu Mátyás Rákosi a condurre gli attacchi contro Nagy. Il 9 marzo 1955, il Comitato Centrale del Partito Ungherese dei Lavoratori condannò Nagy per "deviazione di destra". I giornali ungheresi si unirono all'attacco e Nagy fu accusato di essere responsabile dei problemi economici della nazione: il 18 aprile fu deposto dalla carica a seguito di un voto unanime dell'Assemblea Generale. Rákosi tornò ad essere il capo dell'Ungheria.
Il potere di Rákosi fu minato da un discorso di Nikita Chruščëv del febbraio 1956. Egli denunciò le politiche di Stalin e dei suoi seguaci nell'Europa orientale; sostenne anche che il processo a László Rajk fosse stato una "degenerazione della giustizia". Il 18 luglio 1956 Rákosi fu obbligato a lasciare il potere a seguito di ordini provenienti dall'URSS; tuttavia, egli riuscì ad assicurare la nomina di un suo amico fidato, Ernő Gerő, come successore.
Il 3 ottobre 1956 il Comitato Centrale del Partito Ungherese dei Lavoratori annunciò la sua ammissione di colpa per l'arresto e la detenzione di László Rajk, György Pálffy, Tibor Szőnyi e András Szalai, condannati ingiustamente nel 1949. Allo stesso tempo fu annunciata la riammissione al Partito di Imre Nagy.

### La rivoluzione

La bandiera ungherese con lo stemma comunista eliminato, simbolo rivolta contro il governo comunista del 1956.

La rivoluzione ungherese del 1956 iniziò il 23 ottobre, come manifestazione pacifica di studenti a Budapest. Gli studenti protestavano per la realizzazione di alcune loro richieste, tra cui la fine dell'occupazione sovietica. La polizia effettuò diversi arresti e cercò di disperdere la folla con gas lacrimogeni. Quando i protestanti cercarono di liberare gli arrestati, la polizia aprì il fuoco sulla folla, provocando rivolte in tutta la capitale.
Il giorno successivo, le milizie sovietiche entrarono a Budapest e si impadronirono delle posizioni chiave. I cittadini e i soldati si unirono ai protestanti al grido "Russi, a casa!" ed eliminarono i simboli del partito comunista. Il Comitato Centrale del Partito Ungherese dei Lavoratori rispose alle pressioni nominando il riformista Imre Nagy come nuovo Primo Ministro.
Il 25 ottobre una protesta si massa si riunì di fronte al Parlamento. Le unità dell'ÁVH iniziarono a sparare sulla folla dai tetti degli edifici vicini. Alcuni soldati sovietici risposero al fuoco dell'ÁVH, credendo, in modo errato, di essere l'obiettivo degli spari. Riforniti dalle armi prese all'ÁVH o date dai soldati ungheresi unitisi alla rivolta, alcuni tra la folla iniziarono a rispondere al fuoco.
Imre Nagy andò a radio Kossuth per annunciare la sua presa del potere, come Presidente del Consiglio dei ministri. Promise anche "la democratizzazione della vita politica, la realizzazione di una strada verso il socialismo in accordo con le caratteristiche della nazione e la realizzazione dell'obiettivo nazionale: il miglioramento radicale delle condizioni di vita dei lavoratori".
Il 28 ottobre Nagy e un gruppo di sostenitori, tra cui János Kádár, Géza Losonczy, Antal Apró, Károly Kiss, Ferenc Münnich e Zoltán Szantó, riuscirono a prendere il controllo del Partito. Allo stesso tempo, furono formati in tutta l'Ungheria consigli dei lavoratori rivoluzionari e comitati nazionali locali.
Il cambiamento alla leadership del partito fu riflesso negli articoli del giornale del governo, Szabad Nép (Popolo libero). Il 29 ottobre il giornale salutò il nuovo governo e criticò apertamente i tentativi sovietici di influenza sulla situazione politica ungherese. Questa idea fu sostenuta da Radio Miskolc, che chiese l'immediato ritiro delle truppe sovietiche dalla nazione.
Il 30 ottobre Imre Nagy annunciò la liberazione del cardinale József Mindszenty e di altri prigionieri politici. Informò anche la nazione del fatto che il suo governo intendeva abolire il monopartitismo statale; a ciò seguì la dichiarazione di Zoltán Tildy, Anna Kéthly e Ferenc Farkas che riguardava la rifondazione del Partito dei Piccoli Proprietari, di quello Social Democratico e del Partito Petőfi (ex Contadini).
La decisione più controversa di Nagy avvenne il 1º novembre, quando annunciò che l'Ungheria intendeva ritirarsi dal Patto di Varsavia e proclamarsi neutrale. Chiese alle Nazioni Unite di entrare nella disputa tra l'Ungheria e l'Unione Sovietica.
Il 3 novembre Nagy annunciò i dettagli del suo governo di coalizione, che comprendeva comunisti (János Kádár, Georg Lukács, Géza Losonczy), tre membri del Partito dei Piccoli Proprietari (Zoltán Tildy, Béla Kovács e István Szabó), tre Socialdemocratici (Anna Kéthly, Gyula Keleman, Joseph Fischer), e due Contadini Petőfi (István Bibó e Ferenc Farkas). Pál Maléter fu nominato Ministro della Difesa.
Nikita Sergeevič Chruščëv, capo dell'URSS, divenne sempre più coinvolto in questi sviluppi e il 4 novembre 1956 inviò l'Armata Rossa in Ungheria. I sovietici conquistarono subito l'aviazione ungherese, le principali autostrade e i ponti; i combattimenti si svolsero in tutta la nazione, ma le forze ungheresi furono rapidamente sconfitte.
Durante la rivolta, furono uccise circa 20.000 persone, quasi tutte durante l'invasione sovietica. Imre Nagy fu arrestato e sostituito come capo dell'appena fondato Partito Socialista Operaio Ungherese (Magyar Szocialista Munkáspárt) da János Kádár, fedele all'URSS. Nagy fu imprigionato fino alla sua esecuzione, nel 1958. Altri ministri o sostenitori del governo furono giustiziati o morirono in prigione: tra questi vi furono Pál Maléter, Géza Losonczy, Attila Szigethy e Miklós Gimes.

### I cambiamenti sotto Kádár
Dapprima Kádár attuò il pugno duro contro i rivoluzionari: 21.600 dissidenti furono imprigionati, 13.000 internati e 400 uccisi. All'inizio degli anni 1960, tuttavia, Kádár annunciò una nuova politica secondo il motto "Chi non è contro di noi è con noi", una variazione della citazione di Rákosi: "Chi non è con noi è contro di noi". Dichiarò un'amnistia generale, attenuò alcuni eccessi della polizia segreta e introdusse un nuovo corso di cultura relativamente liberale. Nel 1966 il Comitato Centrale approvò il "Nuovo Meccanismo Economico", attraverso il quale cercò di migliorare l'economia, aumentare la produttività, rendere l'Ungheria più competitiva nei mercati globali e creare prosperità per promuovere la stabilità politica. Nei due successivi decenni di relativa quiete, il governo di Kádár rispose alternatamente alle pressioni per piccole riforme politiche ed economiche, come a contropressioni degli oppositori alle riforme. All'inizio degli anni 1980, erano state raggiunte alcune riforme economiche durature e limitate liberalizzazioni politiche, con una politica estera che incoraggiava i commerci con l'Occidente. Ciononostante, il Nuovo Meccanismo Economico portò all'innalzamento del debito.

### Transizione verso la democrazia
La transizione ungherese verso una democrazia occidentale fu una delle più dolci tra i paesi dell'ex blocco sovietico. Alla fine del 1988, gli attivisti del partito, gli intellettuali di Budapest e la burocrazia continuavano a spingere sul pedale del cambiamento. Alcune di queste categorie divennero socialiste riformiste, mentre altre divennero movimenti che si svilupparono poi in partiti. I giovani liberali formarono la Federazione dei Giovani Democratici (Fidesz); il nucleo della cosiddetta Opposizione Democratica stabilirà il Forum Democratico Ungherese (MDF). L'attivismo civile si intensificò fino a un livello mai raggiunto dopo l'insurrezione del 1956.
Nel 1988, Kádár fu sostituito come Segretario Generale del Partito Comunista da Károly Grósz, il leader comunista riformista Imre Pozsgay fu ammesso al Politburo e il giovane economista Miklós Németh divenne primo ministro. Nell'ottobre  del 1988 il Parlamento ungherese approvò una riforma radicale mai verificatasi in altri paesi di stampo socialista: venne istituito un mercato azionario dando spazio a joint-venture con imprese private e straniere; nel 1989 il Parlamento adottò un "pacchetto democratico", che comprendeva unioni commerciali pluraliste, libertà di associazione, assemblea e stampa, una nuova legge elettorale e, nell'ottobre 1989, una revisione della costituzione. Nonostante le resistenza di Grósz, un plenum del Comitato Centrale, nel febbraio 1989, adottò il sistema politico multipartitico e la caratterizzazione della rivoluzione del 1956 come "rivolta popolare", secondo le parole di Pozsgay. I principali avversari politici di Kádár cooperarono per muovere la nazione verso la democrazia; l'URSS ridusse la sua stretta firmando nel mese di aprile un accordo per il ritiro delle truppe sovietiche nel giugno 1991.
L'unità nazionale culminò il 16 giugno 1989, quando la nazione ricelebrò il funerale di Imre Nagy, quattro suoi colleghi e simbolicamente di tutte le vittime del 1956. Un tavolo nazionale, che includeva rappresentanti dei nuovi partiti e alcuni ex partiti, si riunì nell'estate 1989 per discutere dei principali cambiamenti alla costituzione ungherese in preparazione alle libere elezioni e alla transizione verso un sistema politico pienamente libero e democratico.
Nell'ottobre 1989 il partito comunista si riunì nel suo ultimo congresso e si ricostituì come Partito Socialista Ungherese (MSZP). In una riunione storica dal 16 ottobre al 20 ottobre 1989 il Parlamento adottò una legislazione che istituiva elezioni multipartitiche e un seggio presidenziale a elezione diretta. La legislazione trasformò l'Ungheria da Repubblica Popolare a Repubblica d'Ungheria, garantendo diritti umani e civili e creando una struttura istituzionale che assicurasse la separazione dei poteri. Nel giorno della rivoluzione del 1956, il 23 ottobre, fu ufficialmente dichiarata la Repubblica d'Ungheria (dal Presidente provvisorio della Repubblica Mátyás Szűrös). La costituzione sottolineò anche i "valori della democrazia borghese e del socialismo democratico", e diede eguale status a proprietà pubblica e privata.
L'Ungheria riformò estensivamente la propria economia e rafforzò i suoi legami con l'Europa occidentale; nel maggio 2004 divenne membro dell'Unione europea.